# غوستافو ريستريبو
غوستافو ريستريبو (بالإسبانية: Gustavo Restrepo) هو منافس ألعاب قوى كولومبي، ولد في 27 يوليو 1982 في El Cairo ‏ في كولومبيا.

## وصلات خارجية
- غوستافو ريستريبو على موقع الاتحاد الدولي لألعاب القوى (الإنجليزية)